# Bahnhof Kunowice

Der Bahnhof Kunowice, früher unter anderem Kunersdorf (Kr Weststernberg), ist ein Bahnhof im Ort Kunowice in der Gemeinde Słubice im westlichen Polen. Die 1870 eröffnete Station an der Bahnstrecke Frankfurt (Oder)–Poznań hatte ihre größte Bedeutung in der Zeit von 1945 bis zum Ende der 1990er Jahre, als sie polnischer Grenzbahnhof an der Grenze zur DDR bzw. Deutschland war. Für diesen Zweck erhielt der Bahnhof in den 1960er Jahren ein repräsentatives, aber heute ungenutztes Empfangsgebäude.

## Lage und Namen
Der Bahnhof liegt etwa einen Kilometer südlich des Ortskerns von Kunowice und etwa fünf Kilometer östlich des Stadtzentrums von Słubice und der deutsch-polnischen Grenze an der Oder. Die Bahnstrecke Frankfurt (Oder)–Poznań verläuft im Bahnhofsbereich etwa in ost-westlicher Richtung. In der Streckennomenklatur der polnischen Staatsbahnen (PKP) liegt der Bahnhof am Kilometer 472,9 der Strecke Nr. 3, Warszawa–Staatsgrenze. Bei seiner Eröffnung 1870 erhielt der Bahnhof zunächst nach einem nahegelegenen Gewässer den Namen Blankensee, 1898 bekam er den Zusatz Blankensee bei Frankfurt (O). Seit 1902 trägt er den Namen des nahegelegenen Dorfes Kunersdorf, zunächst in der Form Kunersdorf (Kr West-Sternberg), seit 1910 Kunersdorf (Kr Weststernberg) und seit 1940 Kunersdorf ohne Namenszusatz. Nachdem Ort und Bahnhof 1945 zu Polen gekommen waren, wurde die Station Kunowsko genannt und trägt seit 1947 ihren heutigen Namen.

## Geschichte

### Infrastruktur

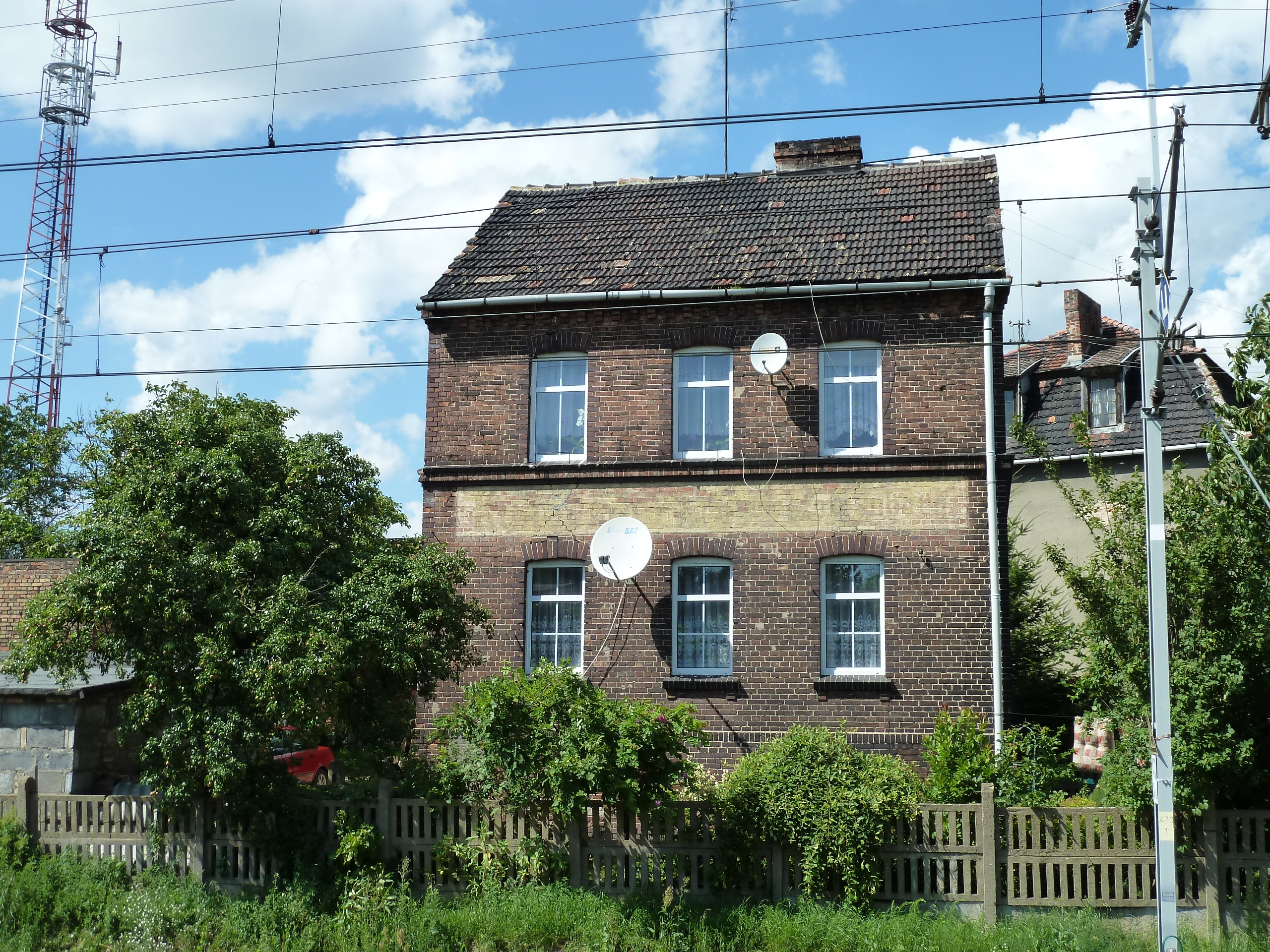
Bahnwärterhaus aus der Zeit vor dem Zweiten Weltkrieg mit Resten des Schriftzuges Kunersdorf (Kr West-Sternberg)

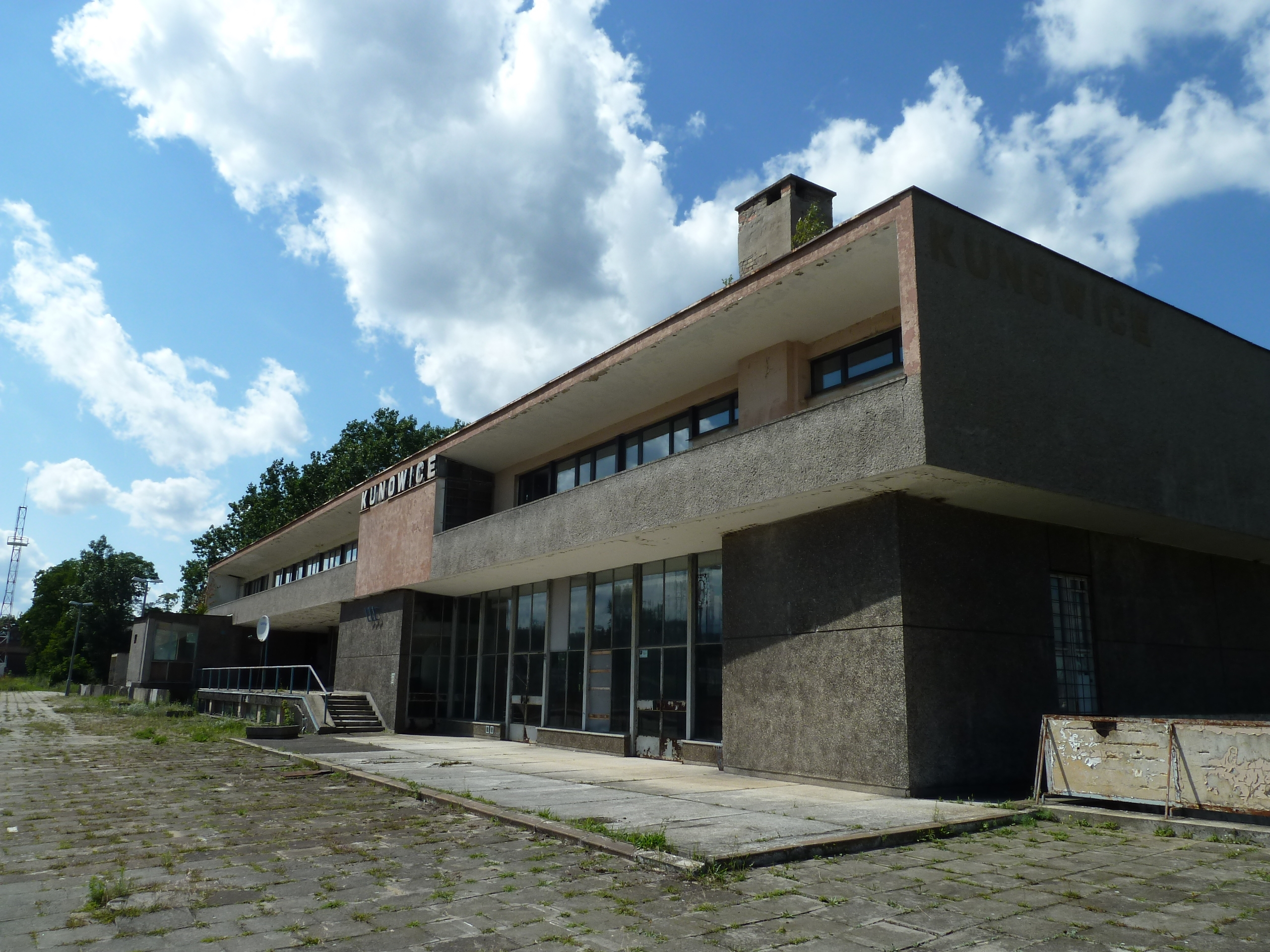
Empfangsgebäude von 1965

Mit der Eröffnung der Bahnstrecke von Frankfurt (Oder) nach Posen ging auch der Bahnhof Blankensee als erste Zwischenstation östlich von Frankfurt in Betrieb. Er hatte zunächst nur lokale Bedeutung. Daran änderte sich nur wenig, als 1907 die Weststernberger Kreiskleinbahn ihre Strecke von Kunersdorf (Kr West-Sternberg), wie der Bahnhof damals hieß, nach Ziebingen (heute Cybinka) eröffnete. Die Anlagen wurden so gebaut, dass die Strecke von Kunersdorf in die östlich der Oder gelegene Frankfurter Dammvorstadt (heute Słubice) verlängert werden konnte. Diese Pläne wurden aber nicht verwirklicht. In den 1930er Jahren ging, von der Strecke nach Ziebingen abzweigend, eine Anschlussbahn zu einem Fliegerhorst der Wehrmacht in Betrieb.
Im Potsdamer Abkommen wurde 1945 die Oder-Neiße-Linie als neue Westgrenze Polens zu Deutschland, ab 1949 zur DDR, festgelegt. Die Strecke von Frankfurt über Kunowice in polnische Landesinnere wurde zur mit Abstand wichtigsten Verbindung zwischen der DDR und Polen. Die betrieblichen sowie die pass- und zollrechtlichen Abfertigungsaufgaben an der Grenze wurden auf mehrere Bahnhöfe verteilt. Kunowice wurde polnischer Grenzkontrollbahnhof im Personenverkehr. Die Grenzabfertigung im Güterverkehr wurde auf polnischer Seite im Bahnhof Rzepin abgewickelt. Auf DDR-Seite fand die Grenzabfertigung in der Regel im Bahnhof Frankfurt (Oder) (Personenverkehr) und im Bahnhof Oderbrücke (Güterverkehr) statt.
Mit dem anwachsenden Personenverkehr zwischen der DDR und Polen bzw. der Sowjetunion wuchsen auch die Aufgaben des Bahnhofs. Zwischen 1963 und 1965 wurde ein neues repräsentatives Empfangsgebäude gebaut, das am 5. Februar 1965 eröffnet wurde. 1966 wurde der ohnehin nur spärliche Personenverkehr auf der abzweigenden Strecke nach Cybinka eingestellt. Seit 1964 gab es Planungen zum Bau eines gemeinsamen Übergabebahnhofs zwischen beiden Bahnverwaltungen auf dem ehemaligen Flugplatzgelände westlich des Bahnhofs, die aber nicht verwirklicht wurden.
1988 wurde die Strecke aus Richtung Osten mit dem polnischen Gleichstromsystem elektrifiziert. Im Bahnhof wurde eine Gedenktafel für den 10000. elektrifizierten Streckenkilometer seit Gründung der Volksrepublik Polen aufgestellt. Nach der deutschen Wiedervereinigung verkehrten 1992 die ersten beiden Eurocity-Zugpaare zwischen Berlin und Warschau, die nicht mehr planmäßig in Kunowice hielten. Für die übrigen Fernzüge blieb Kunowice zunächst noch Grenzbahnhof. 1998 wurden die Fernzughalte ausgedünnt und 1999 ganz eingestellt. Bis zum Beitritt Polens zum Schengener Abkommen 2006 fanden Grenzkontrollen seitdem auf beiden Seiten in Frankfurt, Rzepin oder im fahrenden Zug statt. Der Bahnhof Kunowice verlor seine Bedeutung fast völlig.
Nach 2000 wurde die Strecke auf polnischer Seite ausgebaut. Auch die Bahnanlagen von Kunowice wurden dabei erheblich umgestaltet. Das Empfangsgebäude verlor seine Funktionen und stand jahrelang leer. Kunowice ist seitdem nur noch Haltepunkt, mit einem östlich der Bahnsteige gelegenen Abzweig für die Strecke nach Cybinka. Diese hatte nur noch sporadischen Güterverkehr. Am 30. Juni 2012 fand noch einmal eine Sonderfahrt auf der Strecke statt; Ankündigungen verwiesen darauf, dass dies der letzte Zug auf der Strecke sein sollte, die in einen Radweg umgewandelt werden soll.
Nach 2013 wurde das Empfangsgebäude von einer Spedition übernommen, die es sanierte und als Firmensitz nutzt.

### Personenverkehr

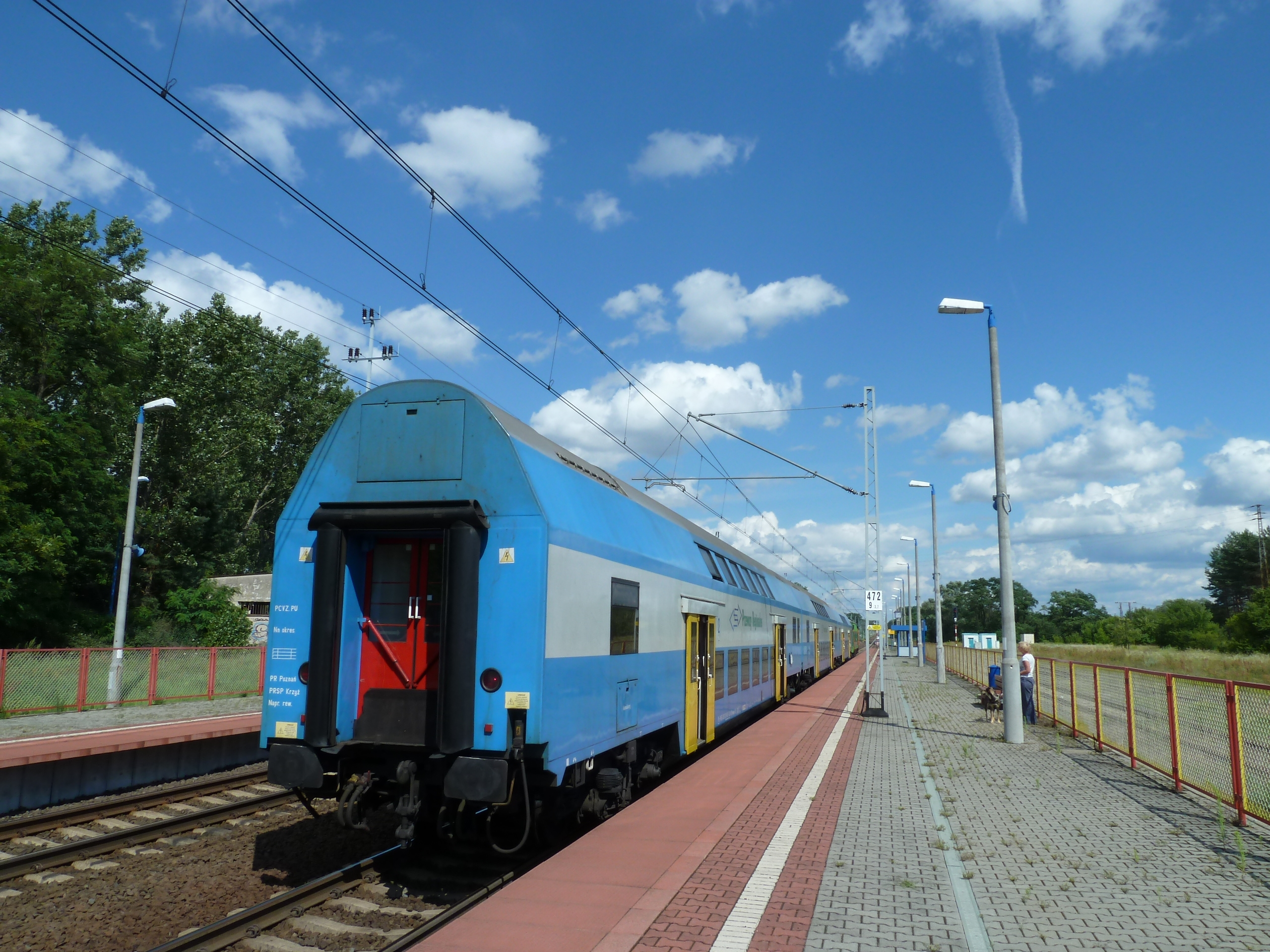
Nahverkehrszug aus Frankfurt (Oder) am Bahnsteig in Kunowice

Blankensee/Kunersdorf war nur von Personenzügen bedient, Schnell- und Eilzüge hielten nicht dort. Nach 1945 wurde Kunowice Halt aller Reisezüge von Berlin über Frankfurt nach Polen und weiter in die Sowjetunion. Jahrzehntelang gab es so Direktverbindungen von Kunowice nicht nur nach Berlin und Warschau, sondern auch nach Moskau, Leningrad (St. Petersburg), Kiew, Paris oder Hoek van Holland. Die Halte der Fernzüge entfielen 1998/99. Seitdem dient Kunowice ausschließlich dem regionalen Verkehr. Dieser war seit 1945 stets spärlich. Bis Mitte der 1990er Jahre wurde Kunowice nur von zwei Zugpaaren am Tag aus Richtung Rzepin und Poznań bedient. In den öffentlichen Fahrplänen war der Bahnhof als Endpunkt der Züge aus Richtung Osten dargestellt, teilweise fuhren sie aber für den Dienstverkehr der Eisenbahner weiter nach Frankfurt. Seit Mitte der 1990er Jahre fahren die Züge auch für den öffentlichen Verkehr nach Frankfurt weiter, das Angebot wurde um ein drittes Zugpaar am Tag erweitert.
Der Verkehr auf der Strecke nach Ziebingen/Cybinka war stets mäßig. Vor dem Zweiten Weltkrieg belief sich das Angebot in der Regel auf drei Zugpaare täglich. In den 1950er und 1960er Jahren fuhren zwei Zugpaare am Tag, die für die 22 Kilometer lange Strecke weit über eine Stunde benötigten.

## Anlagen

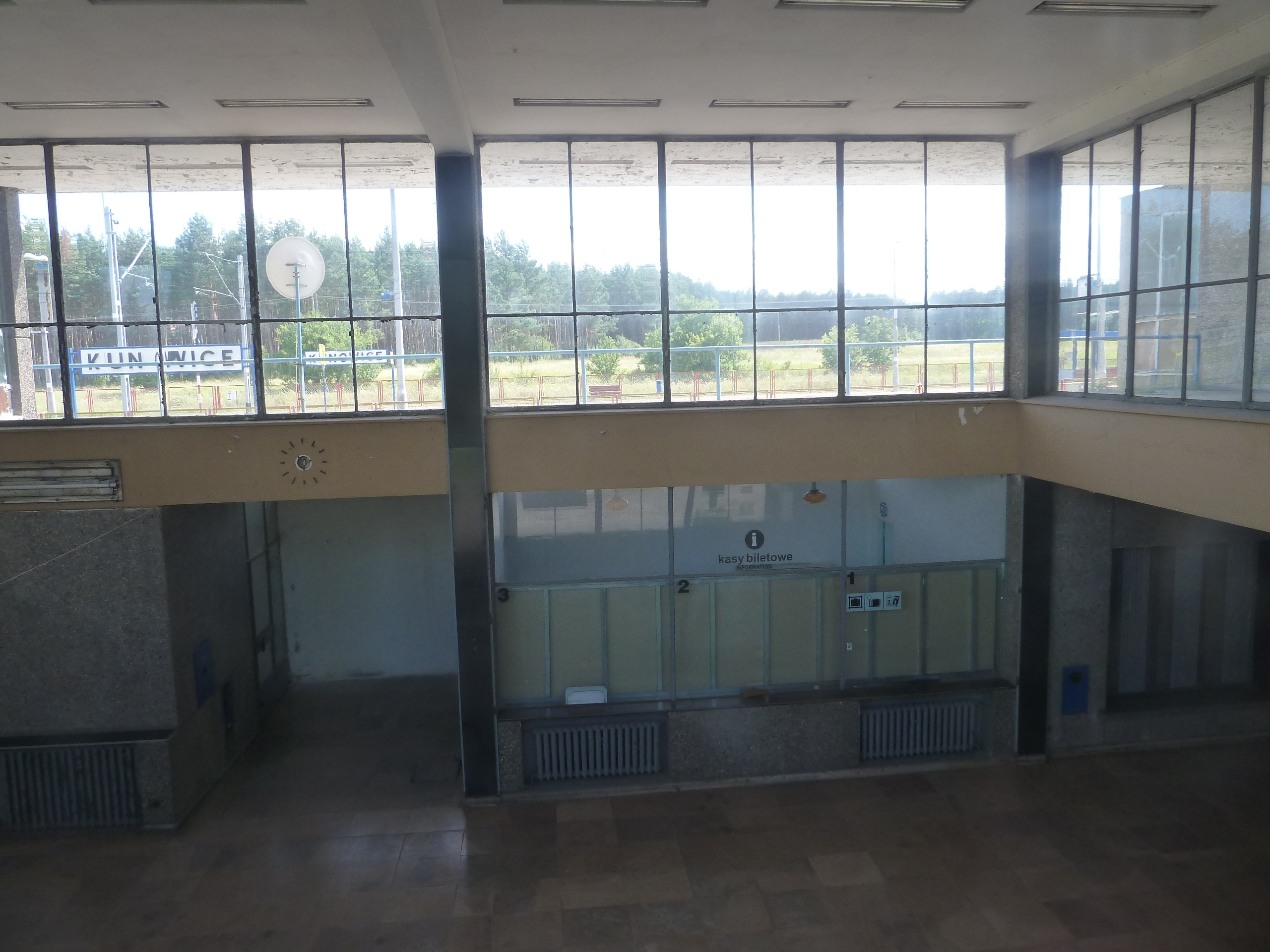
Blick ins Bahnhofsgebäude. Links neben den früheren Fahrkartenschaltern der ehemalige Tunnelzugang

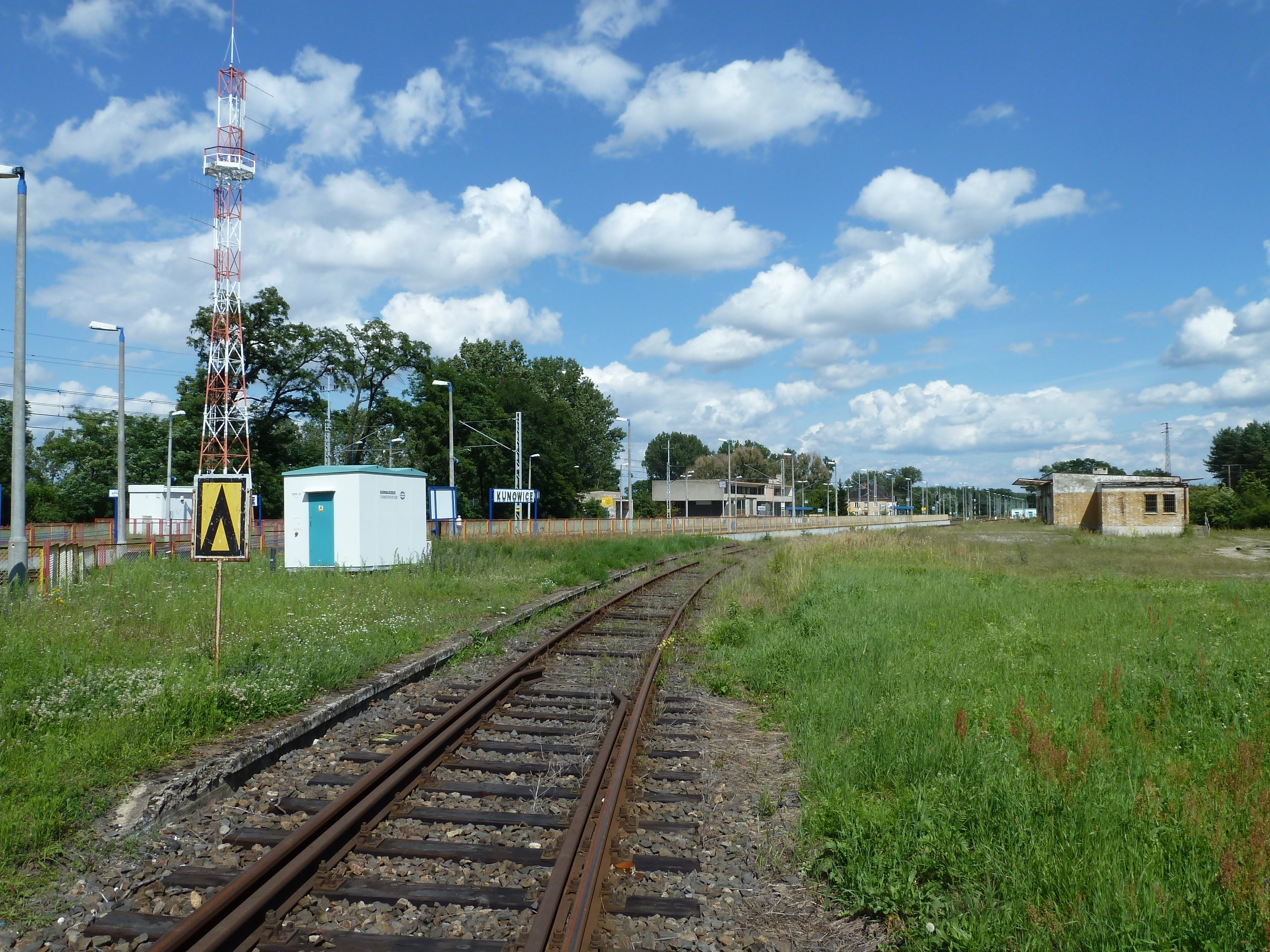
Bahnsteig der Strecke nach Cybinka, im Hintergrund die Anlagen der Hauptbahn

Das 1965 eröffnete Bahnhofsgebäude auf der Nordseite der Gleise hat eine Grundfläche von 576 Quadratmetern. Es wurde auf einem gegenüber dem Gleisniveau abgesenkten Gelände errichtet. Vom Bahnhofsvorplatz, zu dem eine Stichstraße aus dem Dorf führt, ist das Untergeschoss des Gebäudes niveaufrei zu erreichen. Dort befanden sich die Fahrkartenschalter, ein Tunnel führte zum Inselbahnsteig an den beiden Durchfahrtsgleisen der Hauptbahn. Der Hausbahnsteig diente nur den Grenzorganen. Das Bahnhofsgebäude wird nicht mehr genutzt und wurde 2011 von den PKP zum Verkauf ausgeschrieben. Ein Teil der Grenzabfertigungseinrichtungen befanden sich in einem weiter östlich gelegenen, etwas älteren Gebäude, das bis 1965 als Empfangsgebäude diente. Dieses wird heute privat genutzt.
Der heutige Haltepunkt (polnisch przystanek) Kunowice besteht nur aus den beiden Durchfahrtsgleisen, die je an einem Außenbahnsteig liegen. Die Bahnsteige sind über einen Straßenübergang im westlichen Teil des Bahnhofs zu erreichen. Ein Bahnwärterhaus aus der Zeit vor 1945 auf der Nordwestseite des Übergangs ist erhalten geblieben. An der Südwestseite des Bahnübergangs stand das in den 1960er Jahren errichtete Zentralstellwerk des Bahnhofs. Es wurde nach dem Bahnhofsumbau Anfang der 2000er Jahre nicht mehr benötigt und in der Folge abgerissen. Südlich der Hauptgleise lagen drei weitere durchgehende Gleise und ein Stichgleis. Von dort wurde die Strecke nach Cybinka bedient, daneben dienten die Anlagen dem lokalen Güterverkehr. Mit Ausnahme eines Gleises für den Verkehr nach Cybinka sind die Nebengleise abgebaut, einzelne Gebäudeteile stehen noch. Ein Bahnsteigrest für die Züge nach Cybinka in der Nähe der Kreuzung mit der Straße ist erhalten geblieben. Betrieblich beginnt Strecke nach Cybinka seit dem Bahnhofsumbau in einer separaten Betriebsstelle Kunowice podg. (der Zusatz steht für posterunek odgałęźny, Abzweigstelle) östlich des Haltepunktes.

### Haltepunkt Słubice

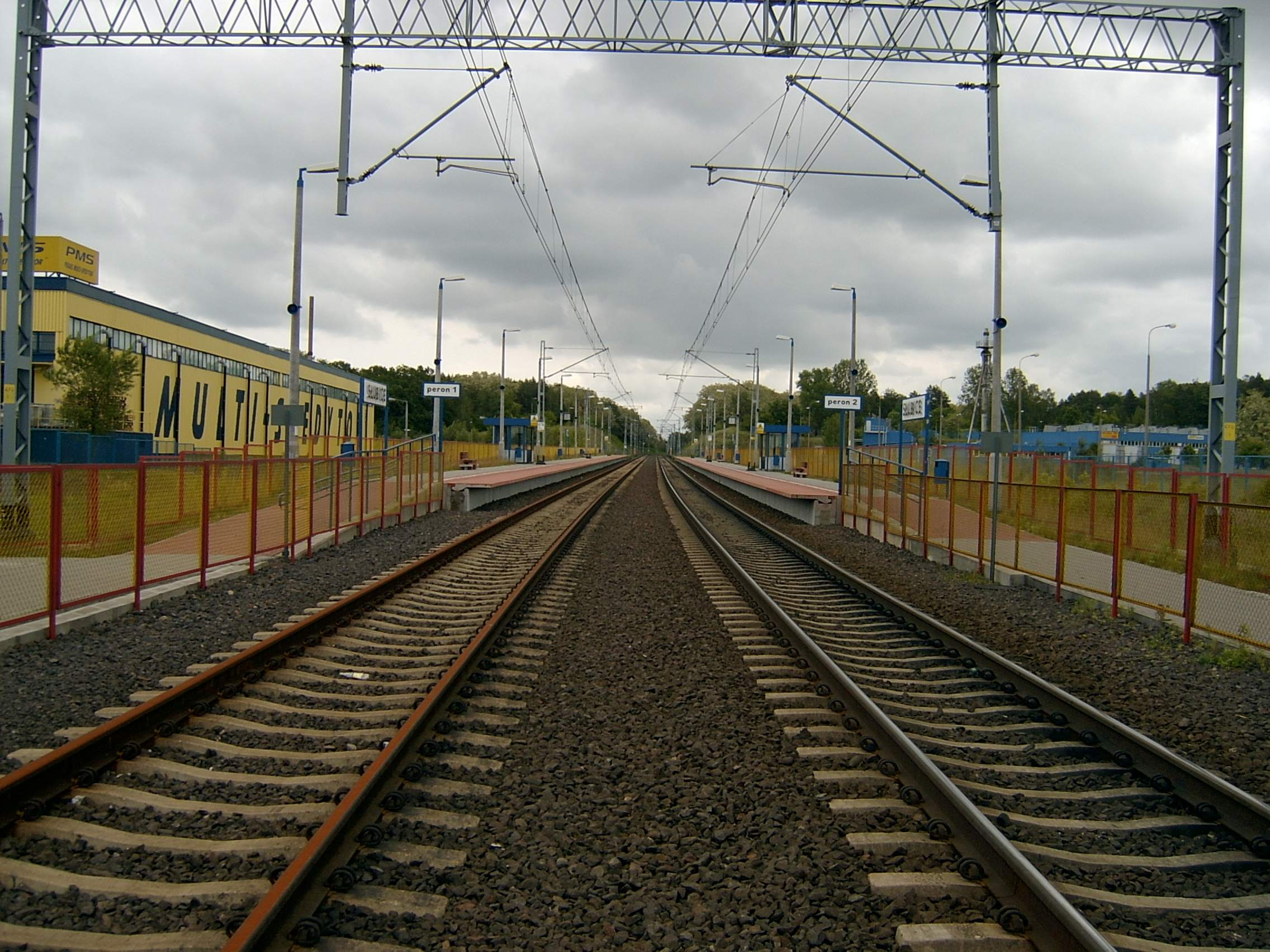
Haltepunkt Słubice

Auf dem östlichen Oderufer zwischen Frankfurt und Kunersdorf entstand 1938 ein nicht-öffentlicher Haltepunkt für den Fliegerhorst. 1945 kam er zu Polen. In den ersten Nachkriegsjahren diente er dem öffentlichen Personenverkehr und bekam den Namen Słubice. Die gleichnamige Stadt umfasst die 1945 zu Polen gekommene Frankfurter Dammvorstadt und die anderen rechts der Oder liegenden Teile des früheren Frankfurter Stadtgebiets. Der Haltepunkt lag jedoch weit außerhalb der Wohngebiete und wurde bereits um 1950 für den Personenverkehr geschlossen. Später war dort eine Betriebsstelle für den lokalen Güterverkehr. Im Zuge des Streckenumbaus wurde nach 2000 wieder ein neuer Haltepunkt in Słubice gebaut, der 2003 in Betrieb ging.  Er besitzt wie der Haltepunkt Kunowice zwei Außenbahnsteige an den Streckengleisen. In beiden Stationen hielten mehrere Jahre täglich nur zwei Zugpaare, zum Fahrplanwechsel im Dezember 2018 wurde das Angebot auf vier Zugpaare am Tag verdichtet.